# Martín Grau
Martín Grau (Mendoza, 24 de marzo de 1973-Mendoza, 23 de agosto de 1993) fue un jugador argentino de rugby que se desempeñó como pilar. Fue internacional con los Pumas de 1992 a 1993.

## Carrera
Fue hermano menor del también jugador de rugby Roberto Grau, quien si llegó a tener una destacada carrera. Debutó en la primera del Los Tordos Rugby Club en 1991 y con 18 años recién cumplidos, semanas después alcanzó la titularidad indiscutida.
En agosto de 1993 falleció producto de un paro cardiorrespiratorio que le generó una reacción alérgica a la anestesia en una operación de brazo.

## Selección nacional
Representó a los Pumitas durante dos años y participó en el Campeonato Mundial de Rugby M19.
En Francia 1991 fue titular y junto a Pablo Bouza y Nicolás Fernández Miranda ganaron el torneo.
En España 1992 lideró a la selección, convirtiéndose en el primer capitán que no nació en Buenos Aires. Con Pablo Bouza, Matías Brandi, Diego Giannantonio, Ezequiel Jurado, Mario Ledesma y Santiago Phelan; alcanzaron el subcampeonato.

### Pumas
En octubre de 1992 fue seleccionado, junto a su compañero de equipo Pablo Cremaschi, por Luis Gradín para participar de la Gira a Europa, fue suplente contra el XV del León. El partido finalizó 34-43 en favor de los argentinos y Grau no debutó.
En mayo de 1993 el también mendocino Alejandro Petra, lo convocó junto a su hermano y a Federico Méndez, para enfrentar a los Brave Blossoms y aquí ingresó en los minutos finales del partido. Fue su único test match y falleció tres meses después.

## Palmarés
- Campeón del Campeonato Mundial de Rugby M19 de 1991.
- Campeón del Torneo de Cuyo de 1992.